# Lydia Bush-Brown Head
Lydia Bush-Brown Head (Florencia, 1887–1984) fue una artista estadounidense, conocida por trabajar como pintora y diseñadora, destacando sus tapices de seda con batik.

## Biografía
Nació en Florencia, Italia. Era hija de la pintora Margaret Lesley Bush-Brown y del escultor Henry Kirke Bush-Brown. Creció cerca de Newburgh, Nueva York. Asistió al Instituto Pratt desde 1906 hasta 1908. También se formó con Ralph Johonnot antes de contar con su estudio en Greenwich Village hasta 1911. Se mudó a Washington D. C., regresando a la ciudad de Nueva York en 1919. En 1926 se casó con Francis Head (fallecido en 1947). 
Head era conocida por sus tapices de seda con batik, aunque también pintaba. Dirigió programas de arte para Luther Gulick Camps y el Camp Fire Girls, y durante la Primera Guerra Mundial ejerció como terapeuta ocupacional con los heridos en Francia y Estados Unidos. Viajó mucho, lo que le proporcionó la inspiración para muchas de sus obras. Expuso tanto en Estados Unidos como en otros países extranjeros a lo largo de su carrera. Perteneció a la Arts and Crafts Society de la ciudad de Nueva York, al National Arts Club, el Civic Club, el Arts Club de Washington, la Philadelphia Art Alliance y la Arts and Crafts Society de Boston.
Head donó varios objetos al Museo Nacional de Diseño Cooper-Hewitt del Instituto Smithsoniano, que también posee varias de sus obras procedentes de otros donantes. Entre 1968 y 1978, Head donó una colección de los documentos de su familia al Smith College.